# Distretto di Andagua
Il distretto di Andagua è uno dei quattordici distretti della provincia di Castilla, in Perù. Si trova nella regione di Arequipa e si estende su una superficie di 480,74 chilometri quadrati.

Ha per capitale la città di Andagua e contava 1.251 abitanti al censimento 2005.